# Haplophyllum boissieranum
Haplophyllum boissieranum är en vinruteväxtart som beskrevs av Vis. & Pancic. Haplophyllum boissieranum ingår i släktet Haplophyllum och familjen vinruteväxter. Inga underarter finns listade i Catalogue of Life.